# Mark Tornillo
Mark Tornillo (n. 29 mai 1963 în Brielle, New Jersey) este un cântăreț american, vocalistul actual al formației heavy metal Accept. El s-a alăturat oficial formației în mai 2009 ca înlocuitor al lui Udo Dirkschneider, și a apărut pe două albume ale acesteia până în prezent: Blood of the Nations (2010) și Stalingrad (2012).
Înainte de a veni la Accept, el a evoluat în componența trupei TT Quick.
- CommonsWikimedia Commons conține materiale multimedia legate de Mark Tornillo